# Stenografi och kärlek
Stenografi och kärlek är en tysk komedifilm från 1931 i regi av Wilhelm Thiele med Renate Müller i huvudrollen. Den bygger på en operett av István Békeffy. Filmen gjordes även i en engelsk version som fick titeln Sunshine Susie. Även denna hade Renate Müller i huvudrollen. En fransk version, Dactylo gjordes också med den franska skådespelaren Marie Glory. 1953 gjordes en västtysk nyinspelning, Die Privatsekretärin.

## Handling
Vilma Förster tar anställning på en bank i hopp om att hitta en rik man. Bankdirektören blir förtjust i henne men döljer vem han är.

## Rollista
- Renate Müller - Vilma Förster
- Hermann Thimig - Arvai, bankdirektör
- Felix Bressart - Hasel
- Ludwig Stössel - Klapper, personalchef
- Gertrud Wolle - pensionatsinnehavarinna